# Броутон, Роберт
То́мас Ро́берт Шэ́ннон Бро́тон (Бро́утон) (англ. T. (Thomas) Robert S. (Shannon) Broughton; 17 февраля 1900 года, Онтарио, Канада — 17 сентября 1993 года, Чапел-Хилл, Северная Каролина) — канадский историк-антиковед, видный латинист-просопограф. Доктор философии. Именной профессор Университета Северной Каролины в Чапел-Хилл (1965—71). Член Американского философского общества (1955), членкор Британской академии (1968).
Автор классического справочника по римским магистратам «The Magistrates of The Roman Republic» (1951—52, 1960).

## Биография
Окончил с отличием колледж Виктории Торонтского университета (бакалавр искусств по классической филологии, 1921). Степень магистра искусств получил там же в 1922 году. Также учился в Чикагском университете. Именной сотрудник Университета Джонса Хопкинса, где получил степень PhD по латыни в 1928 году под руководством Т. Фрэнка.
В 1928—65 гг. член латинского факультета Брин-Мор-колледжа, также преподавал античную историю.
С 1965 года являлся именным профессором латыни Университета Северной Каролины в Чапел-Хилл. С 1971 г. в отставке. Был приглашённым профессором Американской академии в Риме.
Являлся президентом Американской филологической ассоциации, членкором Германского археологического ин-та.
В 1953 году удостоился премии имени Гудвина.
Т. Р. Ш. Броутон — почётный доктор Университета Джонса Хопкинса (1969), Торонтского университета (1971) и Университета Северной Каролины в Чапел-Хилл (1974).
В 2008 году вышла его автобиография, написанная им по настоянию его семьи в конце 1980-х годов.
Женился в 1931 году; дочь и сын.